# TKb 1479

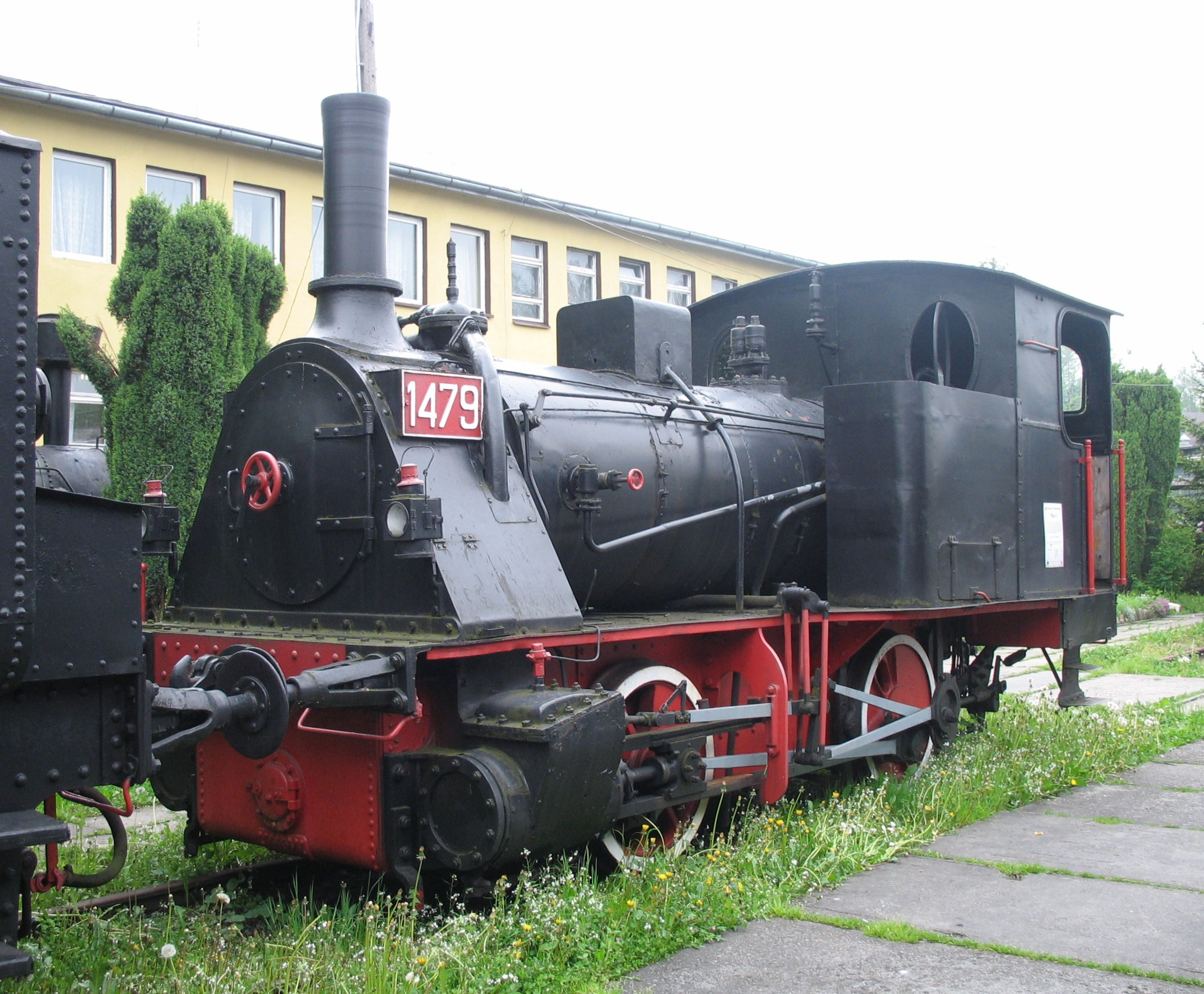
Lokomotiva TKb 1479

TKb 1479 je normálněrozchodná parní lokomotiva vyrobená v berlínském závodě Schwartzkopff v roce 1878 pro magdebursko-halberstadtskou železniční společnost v Prusku, u které nesla jméno „Königstein“. Od roku 1883 byla v majetku pruských královských drah a jezdila postupně pod jmény „Magdeburg“ 1455, „Altona“ 1663 a „Berlin“ 1479. V letech 1901–1971 byla v provozu v cukrovaru ve Wierzchosławicích (dnešní Polsko), nadále jako „Berlin“ 1479. Poté byla vyřazena a pomalu chátrala. V roce 1992 byla rekonstruována zaměstnanci depa v Suché Beskidzké.
V dnešní době se lokomotiva Tkb 1479 nachází ve skanzenu v Chabówce, jedná se o nejstarší dochovanou lokomotivu v Polsku a pravděpodobně i nejstarší zachovanou lokomotivu z produkce Schwartzkopff.